# 9022 Drake
9022 Drake este o planetă minoră (asteroid), cu un diametru de 6,961 km, din centura de asteroizi. A fost descoperită pe 14 august 1988 la Observatorul Palomar de Carolyn S. Shoemaker și a fost numită după Michael Julian Drake⁠(d). 
Obiectul prezintă o orbită caracterizată de o semiaxă mare de 3,1427808 UAi, o excentricitate de 0,22, o înclinație de 19,0803 ° în raport cu ecliptica.